# Рекогностування (військова справа)
Рекогностува́ння у військовій справі — розвідка для здобуття відомостей про противника, що проводиться особисто командиром і офіцерами штабів перед майбутніми бойовими діями.
Термін «рекогностування» походить від нім. Rekognoszierung, з лат. recognosco — оглядаю, обстежую і означає візуальне вивчення противника і місцевості особисто командиром (командувачем) і офіцерами штабів з метою отримання необхідних даних для ухвалення рішення або його уточнення. У рекогностуванні беруть участь також командири підлеглих і підтримуючих підрозділів (частин, з'єднань), начальники родів військ, спеціальних військ і служб.
Рекогностування проводиться також з метою вивчення районів (рубежів) можливого розташування та розгортання військ, маршрутів їх висунення, виправлення та доповнення топографічних карт.
Для цього створюються спеціальні рекогностувальні групи з офіцерів штабу і управлінь родів військ, спеціальних військ (служб). Для отримання даних у межах своєї території в ході рекогностування використовуються безпілотні авіаційні комплекси (літакового та мультироторного типу), вертольоти, літаки, швидкохідні машини управління, прилади радіолокації і ін.